# 五十嵐卓哉
五十嵐卓哉（1965年12月21日—），日本埼玉縣出身的動畫導演。

## 作品

### 電視動畫
東映作品（演出包括分鏡）※系列指導即導演
- 魔法使莎莉（第2作）（演出助手）
- 猛烈太郎（日语：もーれつア太郎）（第2作）（演出助手）
- 金魚注意報（演出助手）
- 美少女戰士系列
  - 美少女戰士（演出、演出助手）
  - 美少女戰士R（演出）
  - 美少女戰士S（演出）
  - 美少女戰士SuperS（演出）
  - 美少女戰士Sailor Stars（系列指導）
- 不思议魔法缤纷药房（日语：ふしぎ魔法ファンファンファーマシィー）（演出）
- 夢之蠟筆王國（演出）
- 小魔女Doremi系列
  - 小魔女DoReMi（與佐藤順一連名系列指導）
  - 小魔女DoReMi ♯（與山内重保連名系列指導）
  - 大~集合！小魔女DoReMi（系列指導）
  - 小魔女DoReMi 大合奏！（系列指導）
- 妮嘉尋親記（系列指導）
- 光之美少女（演出）

BONES作品
- 櫻蘭高校男公關部（導演）
- DARKER THAN BLACK -黑之契約者-（分鏡）
- SOUL EATER（導演）
- 鋼之鍊金術師 FULLMETAL ALCHEMIST（第2期OP、分鏡、演出）
- DARKER THAN BLACK -流星之雙子-（分鏡）
- STAR DRIVER 閃亮的塔科特（導演）
- 地球隊長（導演）
- 文豪Stray Dogs（導演、分鏡）
- SK8 the Infinity（分鏡）
- 金屬口紅（分鏡）
- 曾經、魔法少女和邪惡相互為敵。（分鏡）

其他動畫公司作品
- 少女革命（脚本、分鏡、演出）※風山十五名義
- 天使不設防!（分鏡）※風山十五名義
- 蟲師（分鏡、演出）

### 劇場版動畫
- 亞美的初戀（導演）
- 文豪野犬 DEAD APPLE（導演）

### OVA
- 小魔女DoReMi 童年秘密篇（演出）